# Cattedrale di Orihuela
La cattedrale del Salvatore e di Santa Maria (in spagnolo: Catedral del Salvador y Santa María) si trova a Orihuela, in Spagna, ed è la cattedrale della diocesi di Orihuela-Alicante.

## Storia
La costruzione della chiesa è iniziata alla fine del XIII secolo su resti di precedenti edifici visigoti e ispano-moreschi. Nel 1281 Alfonso X il Saggio stabilì che la chiesa del Salvatore e di Santa Maria fosse la principale della città. Fu costruita in stile gotico valenzano.
Con una bolla di Benedetto XIII la chiesa fu elevata al rango di collegiata. Nel 1510 papa Giulio II decretò l'elevazione a cattedrale, contestualmente alla creazione della diocesi di Orihuela.